# هوهنتسل
هوهنتسل (به آلمانی: Hohenzell) یک منطقهٔ مسکونی در اتریش است که در ناحیه راید ایم اینکرایس واقع شده‌است. هوهنتسل ۲٬۰۰۲ نفر جمعیت دارد.